# Сырхавенд
Сырхавенд (азерб. Sırxavənd) — село в Агдеринском районе Азербайджана, село является центром Сырхавендского сельского административно-территориального округа.

## География
Село Сырхавенд является центром Сырхавендского сельского административно-территориального округа Агдеринского района, при этом в состав этого сельского административно-территориального округа входят также и сёла Баллыгая, Баширляр и Гарашлар.
Село расположено в 34 км к юго-западу от районного центра — города Агдере, в предгорной местности, на левом побережье реки Хачынчай.

## История
В советский период на 1977 год село Сырхавенд являлось центром Сырхавендского сельсовета Мардакертского района Нагорно-Карабахской автономной области (НКАО) Азербайджанской ССР.
2 сентября 1991 года на совместной сессии Нагорно-Карабахского областного и Шаумяновского районного Советов народных депутатов была принята Декларация о провозглашении Нагорно-Карабахской Республики (НКР) в границах Нагорно-Карабахской автономной области (НКАО) и сопредельного Шаумяновского района Азербайджанской ССР.
26 ноября 1991 года Верховный Совет Азербайджанский Республики принял закон "Об упразднении Нагорно-Карабахской автономной области Азербайджанской Республики", согласно которому помимо упразднения Нагорно-Карабахской Автономной Области (НКАО) было также постановлено переименовать Мардакертский район в Агдеринский.
12 марта 1992 года, в первые месяцы Первой Карабахской войны, Сырхавенд был захвачен армянскими вооруженными формированиями. С момента его захвата до прекращения огня со стороны Азербайджана предпринимались различные попытки вернуть контроль над селом. Во время одной из таких попыток, 2 ноября 1992 года, был убит Национальный Герой Азербайджана Энвер Аразов. В ходе летнего наступления 1992 года Азербайджану всё-таки удалось восстановить контроль над Сырхавендом, однако в феврале 1993 года (по другим данным в 1992 году) контроль над селом был вновь потерян.
Четыре уроженца села удостоены «Ордена Азербайджанского знамени». 19 человек погибло во время Первой Карабахской войны. Многие уроженцы села воевали в составе азербайджанских отрядов самообороны «Коланы». Село сильно пострадало в результате боевых действий.
11 сентября 1992 г. около села Мерджимек Кельбаджарского района Азербайджана были захвачены шесть российских военнослужащих срочной службы 7-й армии, которая была дислоцирована в Армении. 12 мая 1993 г. военная коллегия Верховного суда Азербайджана признав их виновными за участие 15 июня 1992 года в боях за село Сырхавенд и при этом убийстве около 30 солдат, подбитие трёх танков и боевых машин пехоты Азербайджанской армии, приговорила одного из них к 15 годам лишения свободы, а остальных к смертной казни. В последующем в целях укрепления азербайджано-российских отношений, эти военнослужащие были переданы Российской стороне.
Агдеринский район был упразднён решением Милли Меджлиса Азербайджанской Республики от 13 октября 1992 года, а его территория была разделена между Кельбаджарским, Тертерским и Агдамским районами, причём село Сырхавенд оказался включён в Агдамский район.
Однако, в результате Первой Карабахской войны село Сырхавенд попало под контроль непризнанной Нагорно-Карабахской Республики (НКР). В 1995 году в заброшенном Сырхавенде поселились армяне-вынужденные переселенцы из соседнего села Газанчы, оказавшегося на момент окончания Первой Карабахской войны у линии соприкосновения сторон. Власти непризнанной республики назвали село Нор-Казанчи (арм. Նոր Ղազանչի, букв. «Новый Казанчи») (или Нор Газанчи) и в соответствии с административно-территориальным делением непризнанной республики включили в состав Мартакертского района НКР.
После Второй карабахской войны 9 га пахотных земель в районе села были возвращены под контроль Азербайджана, однако горные пастбища остались под армянским контролем. Линия азербайджанского контроля проходила в 1,5 км от села. Близ села располагался наблюдательный пункт российского миротворческого контингента.
По итогам боевых действий в сентябре 2023 года Азербайджан восстановил свой контроль над селом. 24—25 сентября армянские поселенцы покинули село.
27 декабря 2023 года Агдеринский район был восстановлен в прежних границах. Сырхавендский сельский административно-территориальный округ вместе с входящим в него селом Сырхавенд вошёл в состав этого района. В настоящее время село Сырхавенд является центром Сырхавендского сельского административно-территориального округа Агдеринского района Азербайджана.

## Население
По данным «Свода статистических данных о населении Закавказского края, извлеченных из посемейных списков 1886 года», в селе Сирхавенд одноимённого сельского округа Джеванширского уезда Елисаветпольской губернии было 199 дымов и проживало 533 азербайджанца (указаны как «татары»), по вероисповеданию — шииты. 13 человек принадлежали к высшему мусульманскому сословию, остальные являлись крестьянами на владельческой земле.
По состоянию на 1908 год в селе проживало 430 азербайджанцев (указаны как «татары»)․ По данным переписи 1921 года население Сырхавенда составляло 514 человек — все азербайджанцы (указаны как «тюрки»).
По состоянию на 1 января 1933 года в селе проживало 638 человек (121 хозяйство), все — азербайджанцы (указаны как «тюрки»).
На 1983 года село имело население более тысячи человек и являлось одним из крупнейших азербайджанонаселённых сёл района.
По переписи НКР 2005 года, население 177 человек.

## Экономика
В советский период население занималось животноводством, зерноводством, картофелеводством и табаководством. В селе имелась средняя школа, клуб, библиотека, киноустановка, медпункт.